# Fire and Explosion Index
Il Fire and Explosion Index (abbreviato in F&EI) è un indice della pericolosità di un processo o di un impianto per quello che riguarda il rischio di incendi ed esplosioni, messo a punto dalla Dow Chemical Company.
L'indice F&EI viene stimato a partire da due contributi:
- Material Factor (o MF), fattore legato alle sostanze: dipende dalla natura delle specie chimiche coinvolte nel processo, in particolare è tanto più elevato quanto più è maggiore l'infiammabilità e l'esplosività intrinseca delle sostanze;
- F3, fattore legato al processo: questo fattore è a sua volta dato dal prodotto di due fattori:[3]
  - F1, fattore di pericolo generico: dipende dall'accessibilità della zona in pericolo e il modo in cui vengono trattate le sostanze pericolose;
  - F2, fattore di pericolo specifico: dipende dalle condizioni operative (temperatura e pressione) e dalla presenza di sostanze particolarmente tossiche (che possono rallentare le operazioni di messa in sicurezza dell'impianto).

L'indice F&EI è dato dal prodotto di questi due fattori:
F&EI = MF × F3
La tabella seguente mostra, a fianco del valore del F&EI, il grado di pericolosità di un processo ad esso associato:
| Valore del F&EI | Grado di pericolo |
| --------------- | ----------------- |
| 1÷60            | Leggero           |
| 61÷96           | Moderato          |
| 97÷127          | Intermedio        |
| 128÷158         | Alto              |
| >159            | Molto alto        |

A partire dal F&EI viene calcolato il raggio di esposizione al rischio, che varia in maniera lineare con il valore di F&EI.